# Companhia dos Caminhos de Ferro Portugueses
A Companhia dos Caminhos de Ferro Portugueses foi a principal operadora do transporte ferroviário em Portugal. Fundada em 11 de Maio de 1860, pelo empresário espanhol José de Salamanca y Mayol, com o nome de Companhia Real dos Caminhos de Ferro Portugueses, tendo alterado a sua designação após a Implantação da República Portuguesa, em 5 de Outubro de 1910. Na primeira metade do Século XX, passou por um processo de expansão, tendo assimilado várias empresas ferroviárias privadas, e os caminhos que ferro que tinham estado sob a gestão do Governo Português. No entanto, os efeitos da Segunda Guerra Mundial, e o avanço dos transportes rodoviário e aéreo deterioraram de tal forma a sua situação económica que, após a Revolução de 25 de Abril de 1974, foi necessário nacionalizar a Companhia, transformando-se numa nova instituição, denominada Caminhos de Ferro Portugueses.

## História

### Companhia Real dos Caminhos de Ferro Portugueses

#### Formação
Em meados do século XIX, a Companhia Central e Peninsular dos Caminhos de Ferro em Portugal, que tinha sido contratada para construir uma ligação ferroviária entre Lisboa e Espanha, encontrava-se com dificuldades técnicas e financeiras, o que estava a atrasar o projecto consideravelmente; o empresário inglês Samuel Morton Peto, que se encontrava a dirigir as obras, foi encarregado de formar uma nova empresa, que substituísse a Companhia Peninsular, mas sem sucesso, tendo o seu contrato sido terminado em 6 de Junho de 1859. Assim, o governo elaborou um novo contrato, em 30 de Julho, com o empresário espanhol José de Salamanca y Mayol, que formou a Companhia Real dos Caminhos de Ferro Portugueses, para construir a ligação ferroviária das Linhas do Norte e Leste; os estatutos desta empresa foram elaborados em 12 de Dezembro, e aprovados no dia 22 do mesmo mês, tendo a empresa sido formalmente constituída em 11 de Maio de 1860, embora o decreto que oficializou este acto só foi publicado em 20 de Junho.
Em 25 de Junho de 1865, a Companhia Real adquiriu os direitos de exploração da Linha do Norte a José de Salamanca. No dia 10 de Novembro, a escritura pública foi aprovada, e o troço já construído, entre Lisboa e Ponte da Asseca, passou para a Companhia.

#### Operações
Em Janeiro de 1902, já tinha chegado uma das locomotivas encomendadas pela Companhia à casa Fives-Lille para assegurar os serviços rápidos, encontrando-se, nesse mês, a ser montada nas oficinas de Lisboa. O relatório de 1901, apresentado nesse mês, reportava que a situação financeira da Companhia era bastante favorável, devido, principalmente, à queda dos preços do carvão.

### Transição para a Companhia dos Caminhos de Ferro Portugueses
Após a Implantação da República Portuguesa, em 5 de Outubro de 1910, a Companhia Real foi transformada, nesse ano, na Companhia dos Caminhos de Ferro Portugueses.

### Companhia dos Caminhos de Ferro Portugueses

#### Primeira Guerra Mundial
Após o início da Primeira Guerra Mundial, em 1914, verificou-se um forte aumento nos preços do carvão, o que levou a Companhia a reduzir os serviços, e utilizar lenhas para alimentar as suas locomotivas, o que gerava vários problemas de manutenção do material circulante; este ano ficou igualmente marcado por várias greves gerais dos ferroviários, tendo sido praticados graves actos de sabotagem, que conduziram à necessidade de ser ordenada uma intervenção do Exército.

#### Período entre as duas Guerras Mundiais

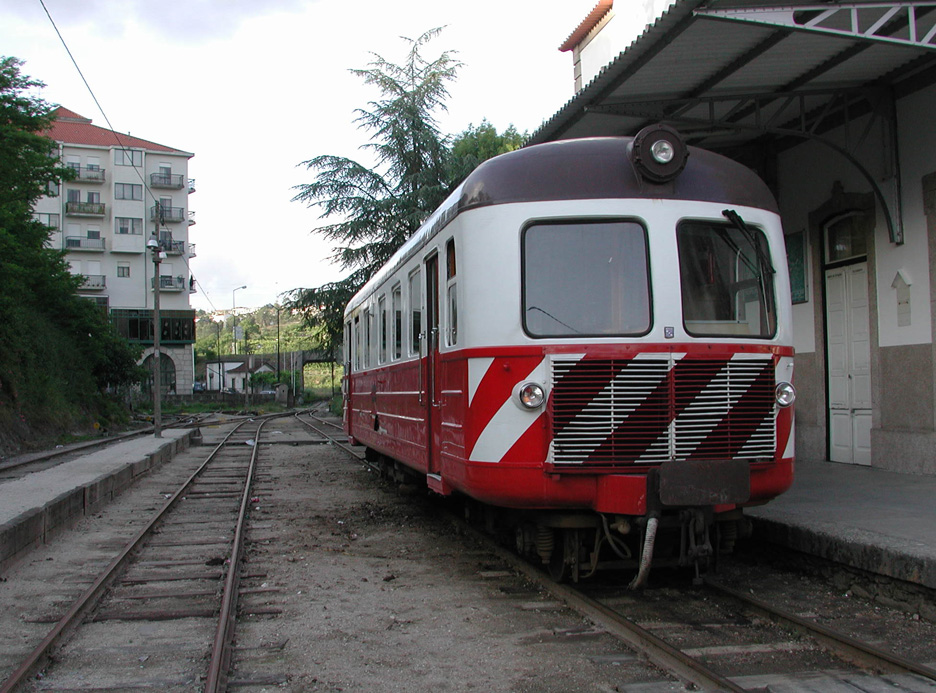
Estação de Amarante, na Linha do Tâmega.

Após o final da Primeira Grande Guerra, permaneceram os problemas de exploração, devido ao aumento dos preços, aos quais as operadoras respondiam com a emissão de sobretaxas. O carvão, em especial, continuava escasso e a preços excessivos, pelo que continuou a utilização de lenhas nas locomotivas. Por outro lado, também continuaram os problemas sociais, agravados por novas medidas, com a introdução das 8 horas de trabalho diárias, que geraram vários conflitos e greves, como o encerramento das oficinas do Entroncamento em 1922, que tiveram efeitos nefastos no material motor.
Em 11 de Maio de 1927, ganhou o concurso de arrendamento da exploração das ligações ferroviárias do Governo Português, até então geridas pela operadora Caminhos de Ferro do Estado; devido à falta de experiência na gestão de linhas de bitola reduzida, subarrendou a Linha do Tâmega à Companhia dos Caminhos de Ferro do Norte de Portugal, e as Linhas do Corgo e Sabor à Companhia Nacional de Caminhos de Ferro. Em 1929, a tendência de crescimento da Companhia inverteu-se, devido à concorrência do transporte rodoviário; na década de 1930, verificou-se uma regressão no transporte, inicialmente apenas para passageiros, e depois para mercadorias, o que forçou a uma redução nas despesas, como na manutenção de via e na mão-de-obra. Por outro lado, também se começaram a estudar novas técnicas e novos meios de tracção, como locomotivas e automotoras a gasóleo.
Em 1932, verificou-se uma alteração nos estatutos, tendo a Companhia passado a ser uma Sociedade anónima de responsabilidade limitada.

#### Segunda Guerra Mundial
Devido ao deflagrar da Segunda Guerra Mundial, em 1939, verificou-se uma grande escassez de carvão, o que levou a novas restrições na circulação ferroviária. Mesmo assim, em 1940, a Companhia iniciou o serviço rápido Flecha de Prata, entre Lisboa e o Porto.

#### Do final da Segunda Guerra Mundial à Revolução dos Cravos

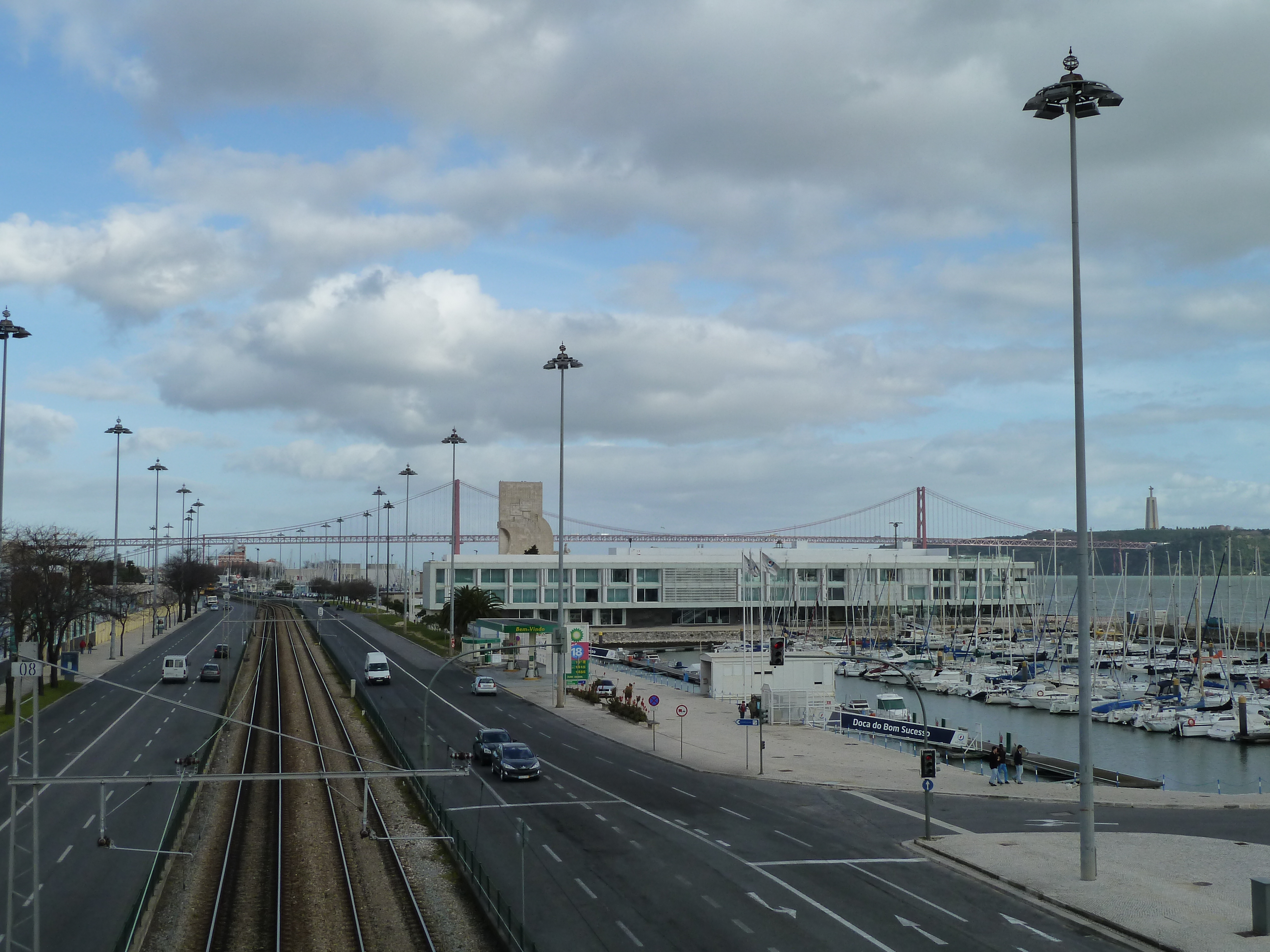
Linha de Cascais, na zona de Belém.

Em 1945, é publicada a Lei n.º 2008, sobre a coordenação de transportes terrestres, que determinou a concentração de todas as concessões de exploração ferroviária numa só empresa; no ano seguinte, foi realizada a escritura de transição das Companhias dos Caminhos de Ferro Portugueses da Beira Alta, Nacional de Caminhos de Ferro e Portuguesa para a Construção e Exploração de Caminhos de Ferro para a Companhia dos Caminhos de Ferro Portugueses. Esta empresa começou, assim, em 1947, a explorar todas as linhas em Portugal, de bitola larga e estreita, excepto a Linha de Cascais, que tinha sido arrendada à Sociedade Estoril até 1976.
Verificou-se, no entanto, uma acentuada quebra nas receitas, tendo a Companhia sido forçada, em 1950, a pedir um empréstimo de 50 milhões de escudos. No ano seguinte, entrou em vigor o contrato único, que reorganizou a gestão do transporte ferroviário, e alterou os estatutos da Companhia.
Ainda assim, a Companhia conseguiu realizar vários investimentos, apoiados pelo I Plano de Fomento (1953-1958), no sentido de modernizar os seus serviços; destaca-se, principalmente, a viagem inaugural do serviço rápido Foguete, em 1953, e os programas de electrificação da Linha de Sintra e do troço entre Lisboa e Carregado da Linha do Norte, concluídos em 1956. Em 1958, foi introduzido, para o pessoal das oficinas, o regime de semana inglesa, e, em 1959, a empresa contratou com a Ericsson para a instalação de sinalização e comando centralizado na Linha de Vendas Novas. Em 1966, são publicados novos estatutos para a Companhia, e é completada a electrificação entre Lisboa e o Porto; em 1968, é assinado um contrato com um consórcio da SOMAFEL e Somapre, para a renovação total da via.
Em 1973, é publicado o Decreto-lei n.º 104/73, que autorizou o Ministro das Comunicações a estabelecer um novo contrato de concessão com a Companhia dos Caminhos de Ferro Portugueses.

### Revolução dos Cravos e nacionalização
A situação da Companhia alterou-se profundamente após a Revolução de 25 de Abril de 1974; com efeito, várias inspecções levadas a cabo revelaram os graves problemas laborais, ocultados pela organização, e que tiveram de ser resolvidos, com efeitos nefastos sobre a já instável capacidade financeira da Companhia. Esta situação foi piorada pelas Crises do petróleo de 1973 e de 1979, e pelas novas prioridades do regime democrático, que reduziu substancialmente os apoios à Companhia, com os quais apenas se puderam fazer algumas obras de construção e manutenção de via, como a instalação dos acessos ferroviários ao Complexo Industrial de Sines, e prosseguir com o programa de substituição do material motor a vapor, que se tinha iniciado há cerca de 30 anos. Em 1975, deu-se a nacionalização da Companhia, embora na prática este processo não tenha causado grandes efeitos, uma vez que a empresa já se encontrava quase totalmente subordinada ao Governo.